# Hosseuse
Hosseuse (en wallon Hosså) est un hameau de Belgique situé en Région wallonne dans la province de Luxembourg.
Il fait partie de l'ancienne commune de Grapfontaine qui est aujourd'hui une section de la Ville de Neufchâteau.

## Histoire
Il apparaît déjà au début du XVIIe siècle sur la Carte d'Arenberg de la Prévôté de Neufchâteau en 1609
En 1604, trois nobles résident au village:
- Henry de Baclain
- Jean de Sprimont
- la veuve de Jean du Mont.

En 1628, le village compte cinq familles de gentilshommes ou de francs-hommes.
À Hosseuse, coexistaient un bien noble et un fief.
Ce fief se composait, du moins partiellement, d'un pré et de bois:
- En 1743, Jean de Baclain vend un pré à Henri Claude, sergent d'office de Neufchâteau. Celui-ci lui restitue l'année suivante.

- En 1766, le prévôt de Neufchâteau, Jean-Bernard de Senocq déclare, à l'occasion du Cadastre de Marie-Thérèse, deux arpents de bois relevant du fief de Hosseuse.

- En 1791, Jean-Baptiste de Baclain vend un tiers du pré de fief au fils de Marie-Marguerite Baclain.

Graphie de 1609 : Hosseus.